# Sekirei
Sekirei (セキレイ, Sekirei) é uma série de manga japonesa criada por Sakurako Gokurakuin. A palavra sekirei é uma palavra japonesa para alvéola, um pássaro de pequeno porte. O mangá aparece periodicamente na revista seinen chamada Young Gangan desde de Junho de 2005 sendo um mangá ecchi de ação e alguma comédia destinada aos jovens adultos.

## História
Minato Sahashi é um jovem de 19 anos e pouca sorte, se é que podemos dizer isso. Falhou pela segunda vez consecutiva a admissão para a universidade, pois é uma das mais concorridas, não é popular entre as mulheres, não tem amigos e está desempregado, no entanto, a sua vida muda quando encontra Musubi, uma bela mulher que o reconhece como seu Ashikabi e o envolve em uma batalha entre 108 misteriosos e poderosos seres (entre belas mulheres e alguns homens) chamados Sekirei.

## Mundo Sekirei

### MBI - Mid Bio Informatics
A MBI é a maior empresa japonesa e é o que controla a cidade de Tóquio. Todos os produtos são ou foram produzidos pela empresa e existe um cartão de membro que as Sekirei podem utilizar em qualquer coisa e em qualquer lugar da cidade excepto na hospedaria Izumo. Também têm uma força militar pessoal que entrou em acção a partir da fase 2 do Plano Sekirei.

### O Plano Sekirei
O Plano Sekirei foi desenvolvido pelo presidente e fundador da MBI. 
Basicamente consiste em as 108 Sekirei encontrarem os seus Ashikabis e lutarem umas com as outras até que a última sekirei sobrevivente seja permitida "ascender" juntamente com o seu Ashikabi. O plano consiste em 6 fases: A primeira fase permite que as sekirei batalhem umas com as outras indiferentemente de serem ou não “aladas” enquanto procuram pelos seus Ashikabis. A segunda fase consiste, assim que quase todas as Sekirei sejam “aladas”, fechem o perímetro da cidade de Tóquio, impedindo de sair ou entrar sem identificação com excepção das serikei e os Ashikabis que estão proibidos de abandonar a cidade antes que o Plano acabe. A terceira fase está em andamento e a cidade foi agora “dividida” em quatro partes, cada uma dominada por um ou vários Ashikabis: a parte sul é dominada por Mikogami Hayato; a parte oeste é dominada por Sanada; a parte leste é dominada por Higa Izumi; A parte norte não tem nenhum Ashikabi dominador por ser a zona onde se encontra a hospedaria Izumo e a sua dona, Miya, embora Minato seja indubitavelmente o Ashikabi mais poderoso da região e ser chamado às vezes de Minato do Norte. Desconhece-se por agora as 3 últimas fases do Plano.

### Sekirei
Existem 108 Sekireis por toda a cidade de Tóquio com o objectivo de encontrarem os seus Ashikabis. Conseguem saber quem os são devido a “ligação” emotiva ou psíquica que têm com eles. Ao descobrirem, selam o contacto com um beijo que activa e faz aparecer a Marca de Sekirei, normalmente nas costas mesmo por debaixo do pescoço, na forma de asas de luz tornando, assim, “aladas” ou “com asas”. O seu poder pode aumentar drasticamente se trocarem fluidos ou genes com o seu Ashikabi, ou seja, novamente um beijo. Uma sekirei não pode servir vários Ashikabis.
Para perderem a Marca de Sekirei, pode acontecer de duas coisas: a adversária recitar um encantamento enquanto toca na Marca, ficar inconsciente ou gravemente ferida ou morrer. Em qualquer das formas, os funcionários da MBI recolhem o corpo da sekirei sem marca e levam-na de regresso ao quartel-general da empresa para ser “reciclada” e sem hipótese de regresso.
Todos os custos referentes as Sekireis são pagas pelo próprio MBI através de um cartão de membro especial.

### Ashikabi
São os mestres das Sekirei e os que “fornecem” o poder extra através de um beijo. À medida que consegue mais sekirei para o seu lado, torna-se mais poderoso e capaz de “atrair” sekirei mais poderosas. Não é permitido revelar o conteúdo do Plano Sekirei a ninguém sob pena de retaliação da MBI.

### Esquadrão Disciplinar
É um pequeno grupo de três elementos que encarregam na “disciplina”. Foi formada a partir da extinta Unidade de Força Punitiva com os seguintes elementos: Karasuba (Sekirei nº.04) conhecida por “Sekirei Negra”; Haihane (Sekirei nº.104) conhecida por “Sekirei Azul”; e Benitsubasa (Sekirei nº.105) conhecida por “Sekirei Vermelha”

### Jinki
São oito objetos que foram encontrados por Minaka e Takami junto das sekirei. Cada um dos oito corresponde à sekirei se seu número. Ainda não se sabe o poder individual dos jinki, mas, segundo Miya, ao se juntar os jinki, é possível desativar todas as sekirei. Os jinki foram dados como a recompensa das batalhas durante o Terceiro Estágio. 
- Jinki nº01 O jinki da sekirei nº01: Miya. Foi dado ao vencedor da primeira batalha: Mikogami Hayato.
- Jinki nº02 O jinki da sekirei nº02: Matsu. Foi dado ao vencedor da segunda batalha: Takano Kouji. Porém, quando ele e sua sekirei Namiji (nº73) voltavam da batalha, Uzume, a mando de Higa atacou e derrotou os dois, deixando o segundo Jinki com Izumi Higa.
- Jinki nº03 O jinki da sekirei nº03: Kazehana Foi dado ao vencedor da terceira batalha: Minato Sahashi.
- Jinki nº04 O jinki da sekirei nº04: Karasuba Foi encontado no quarto confronto do terceiro estágio por Sanada Nishi.
- Jinki nº05 O jinki do sekirei nº05: Mutsu Foi encontado no quarto confronto do terceiro estágio por Minato Sahashi, mas acabou em posse do Ashikabi da sekirei nº87 Kaho.
- Jinki nº06 O jinki do sekirei nº06: Homura Foi encontado no quarto confronto do terceiro estágio por Seo Kaoru.
- Jinki nº07 O jinki da sekirei nº07. Foi dado por Minaka Hiroto a Ichinomiya Natsuo ao final do quarto confronto no prédio da M.B.I
- Jinki nº08 O jinki da sekirei nº08: Yume. Quando fugiu da M.B.I, Matsu o levou consigo para a pensão Izumo e depois o entregou para Minato Sahashi.

## Mangá
O Mangá é produzido pela revista seinen Young Gangan mensalmente desde Junho de 2005.

## Anime
A adaptação da manga foi produzida pelo estúdio de animação Seven Arcs, o mesmo que produziu séries como “Inukami!” e as três temporadas de “Magical Girl Lyrical Nanoha”, com Keizou Kusakawa no cargo da direcção e licenciada pela Aniplex no Japão. Com algumas alterações em relação ao mangá (a sequência de fatos e a forma como eles são mostrados se diferem em alguns momentos), o anime esteve no ar no Japão entre 2 de Julho de 2008 a 17 de Setembro de 2008, cobrindo os primeiros 48 capítulos da manga, excluindo metade do 26º. O tema musical de abertura da anime chama-se “Sekirei”(セキレイ) por Saori Hayami, Marina Inoue, Kana Hanazawa, Aya Endo, enquanto o tema musical final da anime chama-se "Dear Sweet Heart", também pelos mesmos da música inicial. O episódio 11 tem um tema musical final especial chamado “Kimi o Omou Toki" (きみを想うとき) por Saori Hayami.
No final do episódio 12, surge as palavras “To Be Continued” o que sugeriu que haveria uma segunda temporada.
A segunda temporada, nomeada Sekirei ~Pure Engagement~ começou a ser exibida em 4 de Julho de 2010. O tema de abertura é "Hakuyoku no Seiyaku ~Pure Engagement~" (白翼ノ誓約 ~Pure Engagement~), assim como na primeira temporada, cantada pelas pessoas que fazem as vozes das sekirei principais. O tema de encerramento é "Onnaji Kimochi" (おんなじきもち), pelas mesmas cantoras da música anterior.
Nunca passou em qualquer televisão portuguesa ou brasileira.

## Video-game
Um video-game para PlayStation 2, intitulado Sekirei ~Presente do Futuro~ (セキレイ ～未来からのおくりもの～), foi lançado em 2009, pela Alchemist.

## Drama CD
A Sekirei Original Drama CD foi lançado pelo Frontier Works em 25 de Julho de 2007.
Vozes actores japoneses:
- Tachibana Shinnosuke como Sahashi Minato
- Kawasumi Ayako como Musubi (Sekirei Nº. 88)
- Tanaka Rie como Tsukiumi (Sekirei Nº. 09)
- Tamura Yukari como Kusano (Sekirei Nº. 108)
- Matsuoka Yuki como Matsu (Sekirei Nº. 02)